# La Chapelle-Lasson
La Chapelle-Lasson ist eine französische Gemeinde mit 85 Einwohnern (Stand: 1. Januar 2022) im Département Marne in der Region Grand Est. Sie gehört zum Kanton Vertus-Plaine Champenoise und zum Arrondissement Épernay. 

## Nachbargemeinden
| Queudes                               | Gaye                                        | Marigny   |
| Villeneuve-Saint-Vistre-et-Villevotte | Kompassrose, die auf Nachbargemeinden zeigt | Thaas     |
|                                       | Allemanche-Launay-et-Soyer                  | Marsangis |

## Bevölkerungsentwicklung
| Jahr                       | 1962 | 1968 | 1975 | 1982 | 1990 | 1999 | 2008 | 2018 |
| -------------------------- | ---- | ---- | ---- | ---- | ---- | ---- | ---- | ---- |
| Einwohner                  | 155  | 162  | 132  | 136  | 103  | 105  | 86   | 87   |
| Quellen: Cassini und INSEE |      |      |      |      |      |      |      |      |

## Sehenswürdigkeiten
- romanische Kirche Saint-Pierre, Monument historique seit 1972

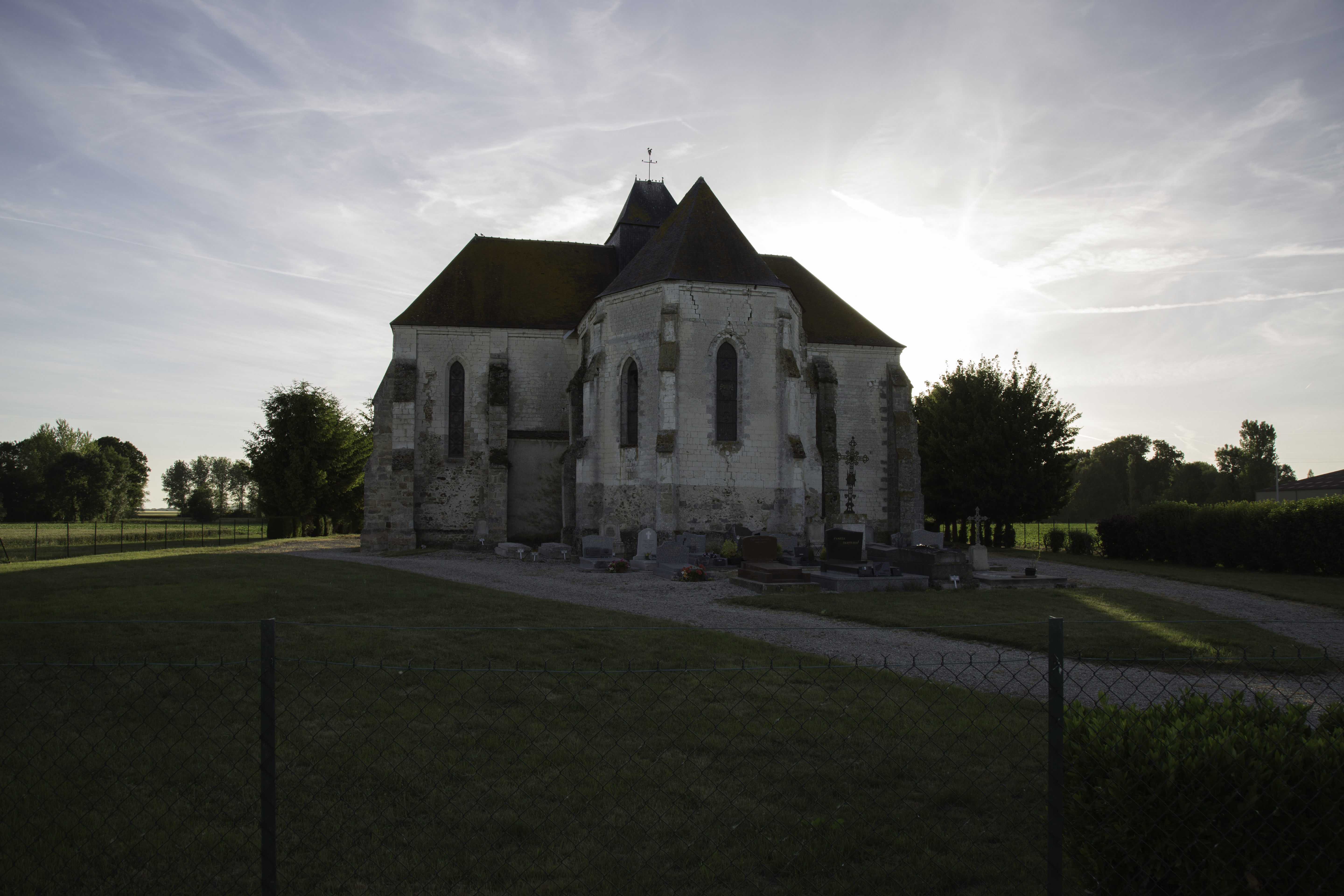
Kirche Saint-Pierre